# Ở giữa Sự Phản Bội
Among the Betrayed là tiểu thuyết của Margaret Peterson Haddix xuất bản năm 2002, dành cho thanh thiếu niên về vấn đề được quan tâm được tưởng tượng về tương lai về sự chống đối đàn áp nạn vượt dân số. Đây là cuốn ba trong bảy cuốn truyện trong bộ truyện Shadow Children.

## giới thiệu khái quát
nói chung câu chuyện nói về những đứa trẻ thứ ba không được chính phủ chấp nhận và chính phủ và sẽ bắt giam hoặc giết những gia đình có dấu hiệu có ba đứa con trở lên, và sự khan hiếm đồ ăn, tài nguyên tự nhiên. Hình thành sự nổi loạn, chính phủ dân chủ đã bị đánh bại bởi một chích phủ mới. Luật mới bắt đầu được áp dụng một gia đình chỉ được có hai người con(đứa con thứ ba nếu phát hiện sẽ bị giết). Tác giả của bộ truyện không muốn điều này xảy ra.

## Cốt truyện
Among the Betrayed là cuốn thứ ba trong bộ chuyện của Haddixis. Không giống với cuốn một câu chuyện không được lấy khía cạnh từ Luke, mà được lấy khía cạnh của Nina Idi, là cô gái bị bắt chung với Jason Barstow ở khúc cuối của cuốn hai tên Among the Impostors. Không giống với Jason, Jason là một thành viên của cảnh sát dân số, Nina là một đứa trẻ thứ ba được trở thành cánh tay đắc lực của Jason.
Nina Idi, là đứa trẻ thứ ba(hoặc shadow child), tỉnh dậy trong tù. Nina miễn cưỡng quên đi nỗi buồn của mình, nhưng những điều mà cô có trong cuộc sống tiện nghị với ba người cô và bà của mình ở trường Harlow cho con gái. Sau khi cô bị rơi vào lưới tình của Jason Barstow, người con trai ở gần đó, cô đã bị buộc tội vu khống về những đứa trẻ thứ ba trong trường, và bị bắt vô tù chung với Jason bởi cảnh sát dân số.
Nina có hai sự lựa chọn một từ cảnh sát dân số gọi là "The Hating Man": chứng minh ba đứa trẻ khác là đứa trẻ thứ ba và sẽ được thả về, hoặc từ chối hợp tác sẽ bị giết ngay lập tức. Nina rất lưỡng lự không biết phải làm gì, sau đó cô bị đưa đi phòng khác với ba người trẻ hơn mình là Matthias, Percy, và Alia, là những đứa trẻ mồ côi và là shadow children đang có cơ hội bị giết. 
Nina cẩn thận làm quyen với họ, Nina bị những suy nghĩ dằn dặc trong đầu nếu Jason đã phản bội mình thì tại sao cô ấy lại không thể phản bội ba đứa trẻ kia mà tự cứu lấy mình. Nhưng rốt cuộc ý chí lương thiện đã chiến thắng, Nina chọn giúp đỡ họ và tất cả bốn người họ đã thành công trong sự trốn thoát khỏi ngục và tìm đường về trường Hentrick cho con trai. Họ sống trong khu vườn của Lee Grant (là tên giả của Luke) cho đến khi bị Luke và Trey phát hiện. Nina tin tưởng Matthias, Percy và Alia rất nhiều đến nỗi Nina hy sinh ở lại một mình mà để họ trốn. Nhưng tình bạn của họ dường như núi, biển không thể tách rời, dù có thể chạy nhưng Matthias, Percy và Alia vẫn ở lại. Người Hating Man tiết lộ là tên chú ấy là Talbot, người cũng phản đối đàn áp những đứa trẻ thứ ba. Chú ấy kiểm tra xem Nina có thật là đứa trẻ thứ ba không và để xem cô ấy có thật sự muốn tham gia hợp tác để giúp những đứa trẻ thứ ba không, cô ấy vượt qua đợt kiểm tra. Talbot còn tiết lộ thêm Jason không có phản bội cô và chưa chết, nhưng vẫn làm việc cho cảnh sát dân số. Cuối cùng, Nina tham gia vô chiến dịch chống cảnh sát dân số.

## cuốn
- cuốn 1 Among the hidden
- cuốn 2 Among the Impostors
- cuốn 3 Among the Betrayed
- cuốn 4 Among the Barons
- cuốn 5 Among the Brave
- cuốn 6 Among the Enemy
- cuốn 7 Among the Free

### nhân vật chính
- Matthias,
- Percy,
- Alia,
- Nina Idi,